# Alexis Claude de Clairaut
Alexis Claude de Clairaut (Paris, 13 de maio de 1713 — Paris, 17 de maio de 1765) foi um matemático francês.
Precursor da geometria diferencial, realizou estudos fundamentais sobre curvas no espaço.

## Vida e obra
Seu pai Jean-Baptiste Clairaut o iniciou na matemática, apresentando-a através de Os Elementos de Euclides, e ele também estudou com Johann Bernoulli. O trabalho de Clairaut foi fundamental para que a geometria analítica espacial tomasse forma. Aos treze anos apresentou sua obra Quatre problèmes sur de nouvelles curbes (Quatro problemas sobre novas curvas), um tratado analítico sobre curvas não-planas no espaço, na Academia de Ciências de Paris. Uma outra, Recherches sur les courbes à double courbure, garantiu sua entrada aos dezesseis anos.
Em 1736 viajou para a Lapônia com Pierre Louis Moreau de Maupertuis e Anders Celsius, participando de uma das equipes que realizaram medições de arcos meridianos em duas diferentes latitudes do globo, para resolver a controvérsia entre cartesianos e os newtonianos com relação à lei da atração universal, introduzida por Isaac Newton em 1666. Ao retornar, em 1743, publicou Théorie de la figure de la terre.